# Tepetitlán
Tepetitlán est une ville et une des 84 municipalités de Hidalgo, dans le centre-est du Mexique. La municipalité couvre une superficie de 180 km2.
Selon le recensement de 2005, elle comptait une population totale de 8 893 personnes.